# Варфоломей Луккский
Варфоломей Луккский, или Бартоломео Фьядони (итал. Bartolomeo Fiadóni, лат. Bartholomaeus Lucensis, 1236 или 1240, Лукка — между 13 марта и 2 июня 1327, Торчелло) — итальянский церковный историк, хронист и теолог, монах-доминиканец, ученик и духовник Св. Фомы Аквинского, библиотекарь римского папы Иоанна XXII (1316—1334), автор исторических и богословских сочинений, прозванный за свою большую учёность «Птолемеем из Лукки» (итал. Tolomeo da Lucca, лат. Tholomeus Lucensis).

## Биография
Родился около 1236 или 1240 года в Лукке в семье преуспевающих торговцев, не принадлежавших к аристократическим кругам. Его отец Райноне имел ещё трёх сыновей, Омодео, Амадео и Пуччо, старший из которых в 1284 году был членом местной купеческой гильдии. В юности вступил в родном городе в Орден проповедников, получив образование в доминиканской школе при монастыре Сан-Романо. Отличаясь благочестием и жаждой знаний, завоевал расположение Святого Фомы Аквинского, став не только его учеником, но и наперсником и духовником. В 1272 году сопровождал Святого Томаса из Рима в Неаполь, где последним основана была новая доминиканская школа теологии. Оставшись в ней преподавать, получил в 1274 году известие о смерти своего учителя в аббатстве Фосса Нуова. 
Между 1285 и 1302 годами несколько раз избирался приором доминиканского монастыря Сан-Романо в Лукке, в 1288 году став провинциальным генералом (лат. praedicator generalis) своего ордена. С 1282 по 1303 год много путешествовал по Италии, Южной Франции, Северной Испании и германским землям, собирая материалы для своих исторических сочинений. Под 1282 годом в своих «Анналах» он, к примеру, сообщает о флоте короля Карла Анжуйского, который наблюдал на реке Рона у Тараскона в Провансе. В 1294 году он
находился в Перудже, когда избран был папой Целестин V, засвидетельствовал его хиротонию, состоявшуюся 29 августа в Аквиле, а после в Неаполе принял участие в публичной демонстрации, призванной помешать его отставке. В 1287—1307 годах его имя упоминается в документах доминиканского приората в Лукке. В 1301 году он избран был приором монастыря Санта-Мария-Новелла во Флоренции. 
В 1309 году отправился в Авиньон, для урегулирования земельных споров между Сан-Романо и графами Доноратико, а также подтверждения завещаний, составленных в пользу этого монастыря Агнессой Вольпелли и графиней Капоана. Оставался там при папском дворе в течение девяти лет (1309—1318), служа капелланом сначала у кардинала Леонардо Патрассо, епископа Альбано, а после смерти в 1311 году последнего у кардинала-священника своего ордена Гийома Пьера Годена. В 1310 году сопровождал папское войско, вступившее в Феррару по окончании войны с Венецией, а 12 сентября 1317 года находился в свите Годена, когда тот получил титул кардинала-епископа Сабины.
По утверждению историка-доминиканца XVII века Жака Эшара, являлся близким другом и духовником папы Иоанна XXII, назначившего его 15 марта 1318 года епископом Торчелло. Но из-за своего противодействия назначению настоятельницей монастыря Святого Антония в Торчелло некой Бериолы из венецианской семьи Зенона, вступил в острый конфликт с патриархом Градо Доменико (1318—1332) и в 1321 году был отлучён от церкви, смещён со своей должности, сослан и даже заключён в темницу. 14 марта 1323 года, при поддержке папы Иоанна, ему удалось, наконец, примириться с патриархом и выйти из заключения, после чего он вернулся на свою кафедру, и уже 18 июля 1323 года присутствовал при канонизации понтификом Фомы Аквинского в Авиньонском соборе.
Скончался между 13 марта и 2 июня 1327 года в монастыре на острове Торчелло, где, вероятно, и был погребён.

## Сочинения
Является автором, как минимум, восьми известных латинских трудов:
- «Краткие анналы с 1061 по 1303 год» (лат. Breves Annales ab anno MLXI ad annum MCCCIII), или «Анналы за период 1061—1303» (итал. Annali che trattano il periodo tra il 1061—1303), известные также как «Тосканские деяния» (лат. Gesta Tuscorum)[9].
- «Новая история церкви» (лат. Historia Ecclesiastica Nova), или «История церкви, доведённая до 1317 года» (итал. Historia ecclesiastica terminata all'inizio del 1317).
- «Собрание юридических установлений империи, составленных около 1280 года» (лат. Determinatio compendiosa de iurisdictione imperii composto intorno al 1280), опубликованное в 1909 году Мариусом Краммером[7], в котором подтверждается право прямого вмешательства (лат. potestas directa) папского престола в решения светских властей[6]. Авторство Варфоломея в отношении этого сборника является предметом дискуссии[13].
- «Продолжение книги Фомы Аквинского "О правлении государей", адресованной королю Кипра» (лат. De regimine principum ad regem Cypri continuazione di un'opera di Tommaso d'Aquino), написанное в 1300—1302 годах.
- «Трактат о происхождении, [исторической] преемственности и [нынешнем] состоянии Римской империи» (лат. Tractatus de origine ac translatione et statu Romani imperii, 1308), изданный в 1909 году тем же Краммером.
- «Трактат о церковной юрисдикции в королевстве Сицилии и Апулии» (лат. Tractatus de iurisdictione ecclesiae super regnum Siciliae et Apuliae, 1314), в котором отстаивается примат духовной власти над светской[11].
- «Шестоднев» (лат. Exaemeron), содержащий традиционное богословское толкование ветхозаветной Книги Бытия в рамках средневековой экзегетики, стремившейся в полемике с античной наукой объяснить основы мироздания с точки зрения христианства. Опубликован в 1880 году в Сенисе (Сардиния) П. Т. Мазетти.
- «Трёхчастная история» (лат. Historia Tripartita), утраченная и известная лишь из упоминаний в его собственных трудах[9], образцом для которой, возможно, послужило одноимённое сочинение византийского автора второй пол. V века н. э. Феодора Анагноста или римского историка VI века Кассиодора[14].

### «О правлении государей»
«Продолжение книги Фомы Аквинского "О правлении государей", адресованной королю Кипра» написано было Варфоломеем в 1300—1302 годах во Флоренции. Дополнив неоконченный философско-политологический труд своего учителя шестой главой книги второй, а также книгами третьей и четвертой, он фактически создал оригинальное собственное сочинение, развив вслед за ним учение Аристотеля о государстве, который в своих рассуждениях о природе светской власти различал «dominium regale» и «moden politicum», или «politia», в зависимости от того, доминирует ли правитель над законами или же, подчиняясь им, является их арбитром. В дополнение к этому, Варфоломей проводит различие между «politia recta» и «police oblique», в рамках первой из которых светская власть действительна лишь потому, что соответствует законам, а, следовательно, правители являются, по сути, лишь «слугами людей». Не менее важна его теория отношений между папской и императорской властью, где он, последовательно отстаивая примат первой как исходящей от самого Бога, выходит далеко за рамки мыслей Св. Фомы и со своим жёстким теократизмом присоединяется к современным ему мыслителям-августинцам вроде Эгидия Римского, Гульельмо да Кремона, Джакомо да Витербо и Августина Триумфуса.
Научное издание «Продолжения книги Фомы Аквинского о правлении государей» вышло в 1865 году в Парме в 16-м томе трудов Общества Фомы Аквинского, новейшая комментированная его публикация выпущена в 1997 году издательством Пенсильванского университета в Филадельфии под редакцией американского медиевиста профессора университета Мемфиса Джеймса М. Блита, опубликовавшего также в 2009 году посвящённое Варфоломею обстоятельное историко-биографическое и библиографическое исследование.

### Исторические труды
Для исследователей Средневековья большое значение имеют исторические сочинения Варфоломея из Лукки, в качестве источников для которых, помимо документов из архивов итальянских и французских монастырей, он использовал хронику клюнийского монаха Ришара из Пуату, «Схоластическую историю» Петра Коместора, «Пантеон» Готфрида из Витербо, «Золотую легенду» Якова Ворагинского, «Зерцало историческое» Винсента из Бове, «Хронику пап и императоров» Мартина Опавского, анонимные «Деяния лукканцев» (лат. Gesta Lucanorum), а также утраченные «Деяния флорентийцев» (лат. Gesta Florentinorum), «Войны лукканцев с пизанцами» (лат. De bellis Lucanorum et Pisanorum) и выписки из реестров Луккской коммуны.
У историков доминиканского ордена пользовались авторитетом компилятивные «Краткие анналы» (лат. Breves Annales) Варфоломея, первая версия которых закончена была им между 1303 и 1305 годами, после возвращения из Флоренции в монастырь Сан-Романо в Лукке, а окончательная составлена в последнем в 1307 году. Анналы содержат погодное изложение событий мировой истории с 1061 по 1303 год, с упором на итальянские земли и особенно происходившие в Лукке, и после смерти Варфоломея дополнены были анонимными продолжателями до 1394 года. Начиная с 1260 года некоторые из их сообщений, из-за использования утраченных позже источников, являются уникальными. В настоящее время известны четыре их полных рукописи XIV—XV вв., хранящиеся в Государственном архиве и муниципальной библиотеке г. Лукки.
«Новая история церкви» (лат. Historia Ecclesiastica Nova), составленная между 1313 и 1317 годами в Авиньоне по инициативе кардинала Гийома Пьера Годена, излагает в двадцати четырех книгах события начиная с Рождества Христова до 1294 года, а с учётом приложенных к ней биографий римских пап Бонифация VIII, Бенедикта XI и Климента V, авторство Варфоломея в отношении которых оспаривается, и до 1314 года. Несмотря на наличие в этом сочинении анекдотов и легенд, вроде заимствованного у Мартина Поляка предания о папессе Иоанне, оно содержит достоверные сведения о жизни римских пап XIII — начала XIV века, основанные на документальных данных и свидетельствах очевидцев. Немалый интерес представляют и содержащиеся в нём факты биографии Фомы Аквинского, в частности, касающиеся преподавательской деятельности в организованном им в Риме при доминиканском монастыре Санта-Сабина «Studium Generale» (ныне Папский университет Святого Фомы Аквинского). Главы 11—15 книги XXIII-й включают список трудов Св. Фомы, вероятно, составленный в Авиньоне ещё в 1309 году. В книге XXIV-й сообщаются некоторые подробности о движении «апостольских братьев» в Пьемонте, в частности, указывается, что в 1307 году вместе с их лидером Дольчино было пленено до 150 его сторонников, и около 300 апостоликов пали в сражении с крестоносцами.
Среди сообщений Варфоломея о событиях в иностранных государствах заслуживает внимания его уникальный рассказ о бегстве византийского императора Алексея III Ангела из осаждённого крестоносцами Константинополя сначала в Адрианополь, затем в Херсонес, а оттуда на Русь в Галицко-Волынское княжество, ошибочно датированном не 1203-м, а 1200 годом:

«В захваченном же городе [Константинополе] с общего согласия франков, нежели даже венецианцев, граф Фландрии [Балдуин] стал императором, о чем повествуют Мартин и Винсент, что произошло с согласия названного понтифика [Иннокентия III]. Указанной империей [Византийской] владели латиняне непрерывно до времени Александра IV, то есть в течение 57 лет, как там говорится. Во время же ее падения правил Аскарий, как пишет Кузентин, который немедля сам направился через Черное море в Херсонес и оттуда отправился в Галатию, которая ныне есть часть Руси».
Сведения Варфоломея использовал в XV столетии в своей «Истории Польши» Ян Длугош, приведя ту же неверную дату и назвав императора тем же именем «Аскарий», но прибавив от себя ремарку о радушном приёме, оказанном беглому базилевсу князем Романом Мстиславичем.
Как явствует из слов самого Варфоломея, располагавшего библиотекой папы Иоанна XXII, а также получавшего на располагавшемся в непосредственной близости от Венеции острове Торчелло устные сведения от самих участников похода на Константинополь, его сообщение о бегстве византийского императора в Херсонес и Галицию заимствовано из сочинения некоего «Кузентина», каковым именем, по мнению немецкого историка-медиевиста Бернгарда Шмайдлера, он называл некоего хрониста из города Козенцы (итал. Cosenza, сиц. Cusenza) в Калабрии, автора возможного продолжения «Анналов» архиепископа Ромуальда из Салернского (ум. 1181), охватывавшего период с 1178 по 1264 год, которым, в частности, мог быть архиепископ Козенцы Томмазо из Лентини (1267—1272), принадлежавший, как и сам хронист, к ордену доминиканцев.

## Рукописи и издания
В отличие от «Кратких анналов», старейшие рукописи которых хранятся в Государственном архиве и муниципальной библиотеке Лукки, «Новая история церкви» Варфоломея Луккского, рукопись которой довольно рано попала в папскую библиотеку в Авиньоне, долгое время не пользовалась популярностью у средневековых книжников, хотя ещё между 1333 и 1338 годами её скопировал и дополнил каноник Констанцского собора Генрих Трухзес из Дисенхофена. И лишь в XV столетии, когда два её манускрипта оказались в Испании, она получила признание и при папском дворе в Риме, сделавшись источником для многих церковных хронистов. До нас дошло, как минимум, 16 её рукописей, пять наиболее древних из них датируются второй пол. XIV — XV веками и находятся в собраниях Муниципальной библиотеки Кремоны, Баварской государственной библиотеки в Мюнхене, Национальной библиотеки Франции в Париже и библиотеки университета Саламанки.
Исторические произведения Варфоломея широко были известны в Европе не только в Позднем Средневековье, о чём свидетельствуют сохранившиеся во многих списках анонимные «Сокращение хроники брата Птолемея из Лукки» (лат. Extractus de chronico Fr. Ptolomaei de Luca) и «Извлечения из хроник брата Птолемея» (лат. Excerpta ex chronicis Fr. Ptolomaei), но и в эпоху Возрождения. В частности, к ним обращался Данте Алигьери, их использовал в своём «Море историй» (лат. Mare historiarum) историк-гуманист Джованни Колонна (1340), автор «Книги о жизни Христа и всех понтификов» (лат. Liber de vita Christi ac omnium pontificum) церковный писатель Бартоломео Платина (1475) и др.
Впервые они были частично напечатаны в 1619 году в Лионе под заглавием «Анналы, или деяния тосканцев» (лат. Annales seu gesta Tuscorum), и полностью опубликованы в 1727 году в Милане церковным историком Лудовико Антонио Муратори, включившим их в 11-й том издававшегося им корпуса «Историописателей Италии». «Краткие анналы» в 1876 году переиздал в VI томе «Документов по истории Италии» (итал. Documenti di Storia Italiana) профессор Флорентийского университета Карло Минутоли под редакцией известного историка, политика и правоведа Марко Табаррини, а в 1930 году их выпустил в VIII томе «Памятников германской истории» (MGH) вышеупомянутый Бернгард Шмайдлер. В 1914 году отрывки из «Новой истории церкви», содержащие биографию папы Климента V, опубликовал в Париже французский историк Гийом Моллат. В начале 2000-х годов готовилось её новейшее полное издание под редакцией председателя научно-консультативного совета Германского Исторического института в Риме, профессора Цюрихского университета Людвига Шмугге.
Изучением богословских трудов Варфоломея в течение многих лет занимаются исследователи из упомянутого выше доминиканского Университета Святого Фомы (лат. Angelicum) в Риме и его иностранных филиалов. Библиография изданий его сочинений и посвящённых ему работ выпущена 1993 году Tоммазо Капелли и Эмилио Панелла в IV томе «Scriptores Ordinis praedicatorum Medii Aevi» (стр. 318–325).

## Издания
- Ptolomaei Lucensis ordinis praedicatorum, episcopi postea Torcellani, Historia ecclesiastica a nativitate Christi usque ad annum circiter MCCCXII // Rerum Italicarum Scriptores. Raccolta di fonti, ideata da Ludovico Antonio Muratori. — Tomus XI. — Mediolani: Typographia Societatis Palatinae in Regia Curia, 1727. — coll. 743–1242.
- Ptolomaei Lucensis, episcopi Torcellensis, Breves Annales ab anno MLXI ad annum MCCCIII // Rerum Italicarum Scriptores. Raccolta di fonti, ideata da Ludovico Antonio Muratori. — Tomus XI. — Mediolani: Typographia Societatis Palatinae in Regia Curia, 1727. — coll. 1245–1306.
- Cronache dei Secoli XIII e XIV: Annales Ptolemaei Lucensis; Sanzanome Iudicis Gesta Florentinorum; Diario di ser Giovanni di Lemmo da Comugnori; Diario d'Anonimo Fiorentino; Chronicon Tolosani Canonici Faventini. Pubblicati a cura di Marco Tabarrini // Documenti di Storia Italiana. Edizione con la direzione di Carlo Minutoli. — Tomo VI. — Florence: Tip. di M. Cellini e c., 1876. — pp. 1–113.
- Die Annalen des Tholomeus von Lucca in doppelter Fassung nebst Teilen der Gesta Florentinorum und Gesta Lucanorum. Hrsg. von Bernhard Schmeidler // Monumenta Germaniae Historica. — Tomus VIII. — Berlin: Weidmann, 1930. — xl, 379 p. — (Scriptores rerum germanicarum, Nova Series).
- Ptolemy of Lucca. On the Government of Rulers (De Regimine Principum). Translated by James M. Blythe. — Philadelphia: University of Pennsylvania Press, 1997. — 320 p. — ISBN 0-8122-3370-0.